# Andrij Jermak
Andrij Borysovyč Jermak (in ucraino Андрій Борисович Єрмак?; trasl. angl.: Andrii Borysovych Yermak; Kiev, 21 novembre 1971) è un politico, produttore cinematografico e avvocato ucraino. Il presidente ucraino Volodymyr Zelens'kyj l'11 febbraio 2020 lo ha nominato capo dell'Ufficio del Presidente dell'Ucraina. È anche membro del Consiglio per la sicurezza e la difesa nazionale dell'Ucraina e presidente della sede di coordinamento per gli affari umanitari e sociali.

## Biografia
È nato a Kiev all'epoca parte dell'Unione Sovietica. La madre Marija, di origine russa, ha conosciuto il padre Borys, nativo di Kiev, durante una gita scolastica di una scuola di Leningrado a Kiev. Il padre di Jermak è ebreo. I due si sono incontrati grazie a conoscenze comuni. La coppia si è sposata nel 1971 e la madre si è trasferita a Kiev. Ha un fratello di nome Denys, di 8 anni più giovane di lui.
Dal 1990 al 1995 ha frequentato l'Istituto di Relazioni Internazionali dell'Università Nazionale Taras Ševčenko di Kiev dove si è laureato in giurisprudenza, con un master in diritto privato internazionale. Nello stesso anno ha ottenuto l'abilitazione per l'esercizio della professione forense. Al secondo anno di università, su richiesta di uno dei suoi insegnanti, ha iniziato a lavorare per lo Studio legale Proxen.
Nel 1997 ha fondato uno Studio legale internazionale e si è occupato di proprietà intellettuale e diritto commerciale. Tra il 2006 e il 2014 ha assistito, nella sua professione di avvocato, il deputato del Partito delle Regioni El'brus Tedejev.
Alle elezioni presidenziali ucraine del 2010, è stato delegato del candidato Arsenij Jacenjuk nella circoscrizione 216 di Kiev.
Ha fondato il Garnet International Media Group nel 2012 ed è stato produttore di film, tra cui Pravilo boju e Čiara.
Ha conosciuto Volodymyr Zelens'kyj nel 2011, quando quest'ultimo era produttore generale del canale televisivo Inter. I due sono diventati amici. Ha lavorato nel team della campagna elettorale di Zelens'kyj alle elezioni presidenziali ucraine del 2019.
Il 21 maggio 2019 il neoeletto presidente Zelens'kyj lo ha nominato aiutante presidenziale per le questioni di politica estera. In questo ruolo ha negoziato importanti scambi di prigionieri con la Russia durante la guerra nel Donbass.
Il presidente Zelens'kyj lo ha nominato capo dell'Ufficio del Presidente dell'Ucraina l'11 febbraio 2020. È diventato membro del Consiglio di sicurezza e difesa nazionale il giorno successivo.
È stato nominato presidente della sede di coordinamento per gli affari umanitari e sociali il 2 marzo 2022.